# Hilpoltstein
Hilpoltstein é uma cidade da Alemanha, no distrito de Roth, na região administrativa de Média Francónia, estado de Baviera.